# ONENESS (Animelo Summer Liveの曲)
『ONENESS』（ワンネス）は、『Animelo Summer Live 2005 -THE BRIDGE-』のテーマソング及び、それが収録されたシングル、また『Animelo Summer Live 2014 -ONENESS-』、『Animelo Summer Live 2025 -ThanXX!-』テーマソングである。
オリジナルは2005年6月24日、ONENESS PROJECTよりアニメイトのみで限定販売、2014年版は2014年5月13日からデジタル配信されている。

## 概要
- 『Animelo Summer Live 2005 -THE BRIDGE-』のテーマソングが収録されている。
- 作詞・作曲は奥井雅美、編曲は鈴木daichi秀行が担当している。
- 歌は、『Animelo Summer Live 2005 -THE BRIDGE-』に出演したアーティストが担当している。
- 『ONENESS』『♀Only Vocal』『♂Only Vocal』『Off Vocal』『Chorus+Off Vocal』の5バージョンの楽曲を収録。
- 2014年には、アニメロサマーライブ10周年を記念し同年の『Animelo Summer Live 2014 -ONENESS-』テーマ曲として、服部隆之編曲によるシンフォニックアレンジ版が、参加アーティストによりカバーされた。CDシングル発売はされずダウンロード販売が行われ、ライブ公式パンフレット付属の特典CDに音源・特典DVDにミュージックビデオが収録された。
- 2019年には、アニメロサマーライブ開催15周年を記念し同年のテーマ曲『CLOSSING STORIES』のカップリングとして「ONENESS(15th Stories)」が収録された。

## 収録曲
1. ONENESS
  - 歌：アニサマフレンズ（愛内里菜、石田燿子、近江知永、奥井雅美、影山ヒロノブ、can/goo、栗林みな実、下川みくに、JAM Project、鈴木達央、高橋直純、水樹奈々、unicorn table、米倉千尋）
  - 作詞・作曲：奥井雅美 / 編曲：鈴木daichi秀行
  - コーラス：奥井雅美、米倉千尋、石田燿子、福山芳樹、遠藤正明、鈴木達央
  - 『Animelo Summer Live 2005 -THE BRIDGE-』テーマソング
2. ONENESS (♀ Only Vocal Version)
  - 歌：愛内里菜、石田燿子、近江知永、奥井雅美、can/goo、栗林みな実、下川みくに、松本梨香、水樹奈々、unicorn table、米倉千尋
3. ONENESS (♂ Only Vocal Version)
  - 歌：影山ヒロノブ、遠藤正明、きただにひろし、福山芳樹、鈴木達央、高橋直純
4. ONENESS (Off Vocal Version)
5. ONENESS (Chorus+Off Vocal Version)

## 2014年版
- ONENESS(Animelo Summer Live 2014-ONENESS- テーマソング)
  - 作詞・作曲：奥井雅美、編曲：服部隆之
  - 参加アーティスト：アイドルマスター（中村繪里子・山崎はるか・大橋彩香）、藍井エイル、アフィリア・サーガ、angela、いとうかなこ、Wake Up, Girls!、小野賢章、OLDCODEX、喜多村英梨、GRANRODEO、栗林みな実、黒崎真音、ZAQ、JAM Project、sweet ARMS、鈴木このみ、STAR☆ANIS、谷本貴義、田村ゆかり、茅原実里、T.M.Revolution、仲谷明香、流田Project、橋本仁、fhána、petit milady、FLOW、堀江由衣、三澤紗千香、水樹奈々、三森すずこ、宮野真守、μ's、May'n、ゆいかおり、悠木碧、吉田仁美、LiSA、和田光司